# Tibi Lacus
Il Tibi Lacus è una struttura geologica della superficie di Titano.
Prende il nome dal lago Tibi, situato nella Sierra Leone meridionale.